# Quebracho (Paysandú)
Quebracho ist eine Stadt im Westen Uruguays.

## Geographie
Sie befindet sich im 11. Sektor des Departamento Paysandú einige Kilometer nördlich von Lorenzo Geyres und nordwestlich von Queguayar in der Cuchilla San José. Nördlich entspringt nahe Quebracho mit dem Arroyo del Sauce ein linksseitiger Nebenfluss des einige Kilometer nördlich verlaufenden Arroyo Guaviyú. In rund 12 Kilometern nördlicher Entfernung sind die Termas de Guaviyú gelegen.

## Geschichte
Am 15. Oktober 1963 erhielt Quebracho durch das Gesetz Nr. 13.167 den Status "Villa".

## Beschreibung
Quebracho fungiert als Dienstleistungszentrum, in dem neben dem Getreide- und Zitrusfrüchteanbau eine diversifizierte extensive Viehzucht und Forstwirtschaft vorherrscht.

## Infrastruktur

### Verkehr
Durch Quebracho führt die Eisenbahnlinie Salto – Paso de los Toros, die hier ihren Kilometerpunkt 526 hat. Vier Kilometer östlich verläuft die Ruta 3.

### Tourismus
27 Kilometer von Quebracho entfernt befindet sich mit der Ruine der 1869 errichteten ehemaligen Salzfleischfabrik Saladero Guaviyú ein Relikt aus der Blütezeit Quebrachos. Ebenfalls ist die ehemalige Estancia Guaviyú, die die heutige Escuela Agraria beherbergt, in der dortigen Umgebung gelegen.

## Einwohner
Die Einwohnerzahl von Quebracho betrug bei der letzten Volkszählung 2.813 (Stand 2004).
| Jahr | Einwohner |
| ---- | --------- |
| 1963 | 1.247     |
| 1975 | 1.507     |
| 1985 | 1.890     |
| 1996 | 2.337     |
| 2004 | 2.813     |

Quelle: Instituto Nacional de Estadística de Uruguay

## Söhne und Töchter Quebrachos
- Cristian Techera (* 1992), Fußballspieler

## Stadtverwaltung
Bürgermeister (Alcalde) von Quebracho ist Mario Gandera.